# Willem Treub

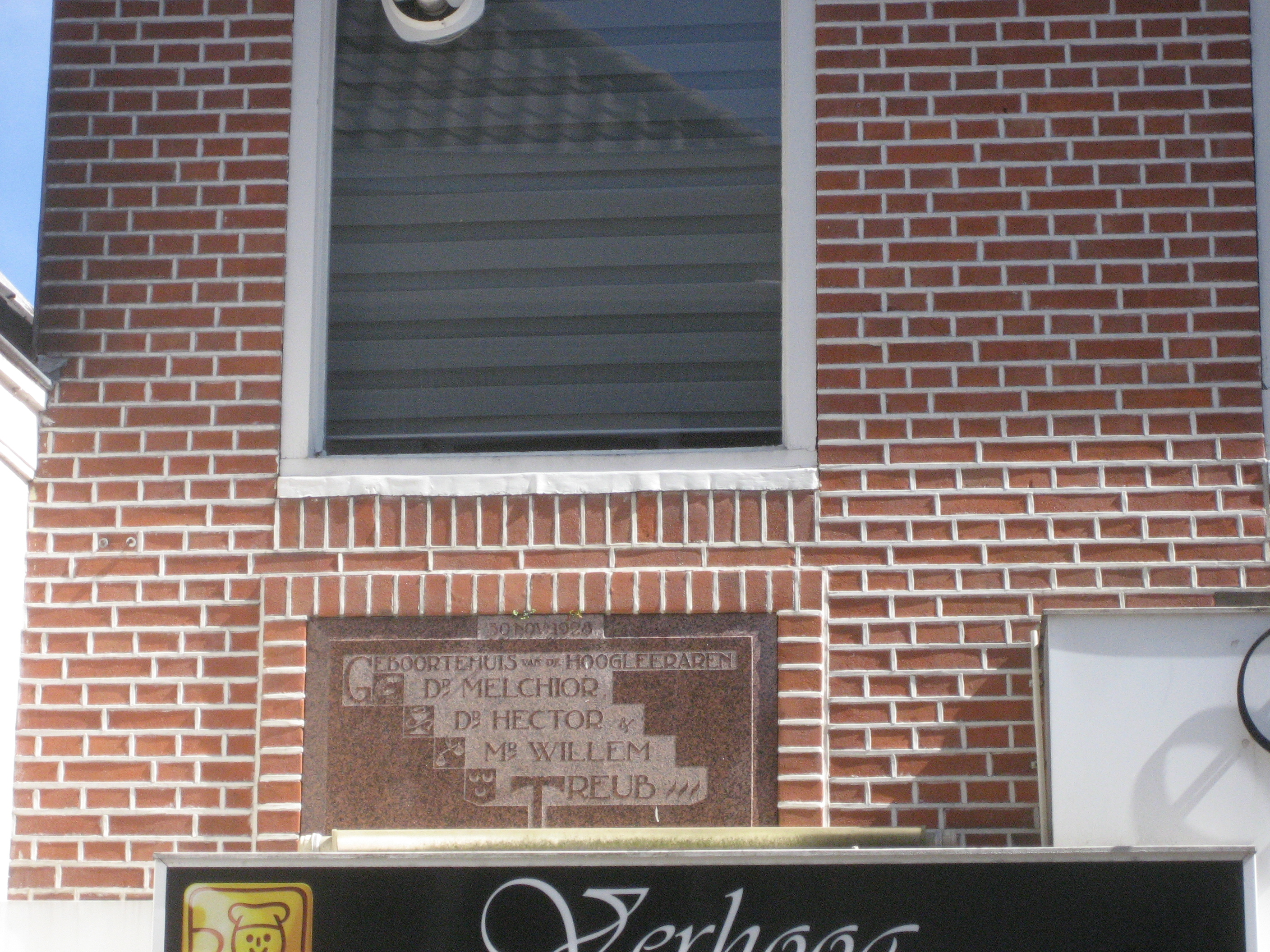
Treubs geboortehuis in Voorschoten

Marie Willem Frederik (Willem) Treub (Voorschoten, 30 november 1858 – Den Haag, 24 juli 1931) was een Nederlands liberaal econoom, politicus, hoogleraar aan de Universiteit van Amsterdam, minister van Landbouw, Nijverheid en Handel en minister van Financiën.

## Levensloop
Na de Leidse HBS doorlopen te hebben promoveerde Treub in 1885 in de rechten aan de Universiteit van Utrecht op het proefschrift "Ontwikkeling en verband van de rijks-, provinciale- en gemeentebelastingen in Nederland". In 1885 werd hij privaat-docent notariaat aan de Universiteit van Amsterdam en in 1889 lid van de gemeenteraad van Amsterdam.
In 1896 werd Treub door de gemeenteraad benoemd tot hoogleraar Staatshuishoudkunde (economie) aan de rechten-faculteit van de Universiteit van Amsterdam. Bij de aanvaarding van het hoogleraarschap sprak hij op 23 november 1896 de rede De ontwikkeling der staathuishoudkunde tot sociale economie. Deze functie heeft hij tot 1905 vervuld. Na zijn ministerschap was hij nog twee jaar hoogleraar economie aan de Nederlandsche Handels Hoogeschool te Rotterdam.
Hij behoorde aanvankelijk tot de Radicalen en werd in 1904 Tweede Kamerlid voor de VDB, waarmee hij later echter brak. Al in 1909 pleitte hij voor een algemeen staatspensioen. In 1913 werd hij minister van Handel, Nijverheid en Landbouw in het extra-parlementaire kabinet-Cort van der Linden. Na het uitbreken van de Eerste Wereldoorlog nam hij het voortouw bij het bezweren van de financiële crisis. In oktober 1914 volgde hij Anthonij Ewoud Jan Bertling, die niet tegen de omstandigheden opgewassen was, op als minister van financiën. In die functie voerde hij een voortvarend financieel-economisch beleid. Vanwege dat beleid werd hij ook wel "Minister Voorwaarts" genoemd.
Treub kwam in 1916 in conflict met de Tweede Kamer over de koppeling van de ontwerp-Ouderdomswet aan een wetsvoorstel over pensioenbelasting. De minister had bij herhaling van de Kamer geëist dat zij het laatste wetsontwerp niet in behandeling zou nemen voordat het voorlopig verslag over de ontwerp-Ouderdomswet klaar was. De Kamer sprak daarop in een op 28 januari met 45 tegen 42 stemmen aangenomen motie van het lid Schaper haar ongenoegen uit over deze bemoeienis met haar werkzaamheden:
De Kamer,
van oordeel, dat de dwang, dien de Minister van Financiën uitoefent op de Kamer om een onverbreekelijk verband te leggen tusschen het ontwerp-Ouderdomswet en het ontwerp-pensioenbelasting niet kan worden aanvaard,

gaat over tot de orde van den dag.
Treub had van tevoren kenbaar gemaakt deze motie als een motie van afkeuring te beschouwen en trad daarom vier dagen later af. Zijn persoonlijke levenswandel speelde geen rol bij dat ontslag, zoals weleens is beweerd. Hij keerde in 1917 weer terug in het kabinet-Cort van der Linden. In 1918 werd hij Tweede Kamerlid voor de Economische Bond, een liberale partij die een 'zakelijke' politiek voor stond. Hij voerde toen een sterk persoonlijk getinte verkiezingscampagne. Nadat hij in 1921 voorzitter werd van de in Den Haag opgerichte Ondernemersraad voor Nederlandsch-Indië trok hij zich terug uit de politiek.

### Familie
Hij was een broer van de gynaecoloog Hector Treub en de botanicus Melchior Treub. Zijn vader, Jacob Treub, was burgemeester en gemeentesecretaris van Voorschoten, evenals gemeentesecretaris van Veur.

## Werk

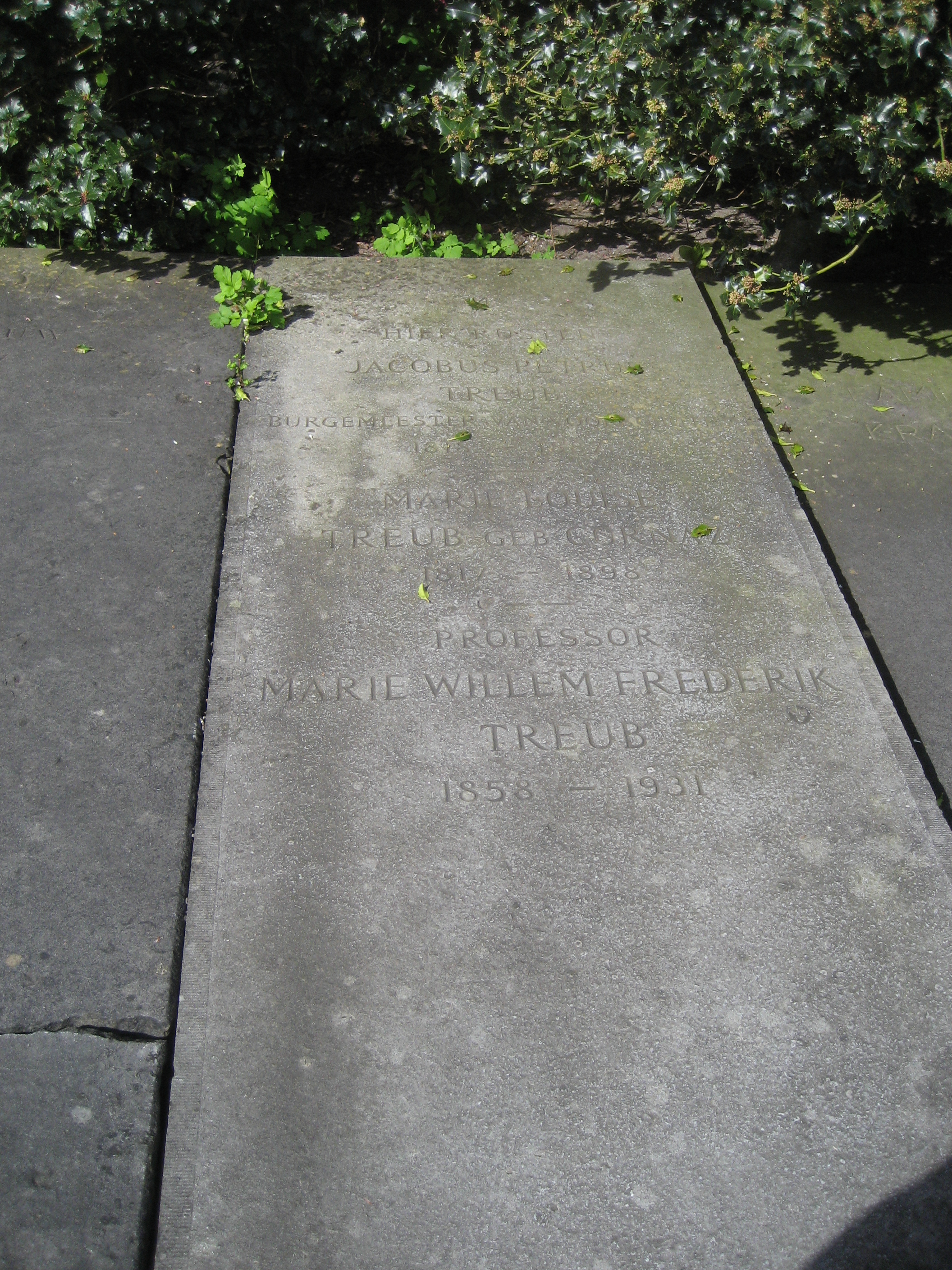
Graf in Voorschoten

Als Amsterdams wethouder van Publieke Werken, aanvankelijk (vanaf 1893) wethouder van Financiën, pleitte Treub bij de plannen tot annexatie van de gemeente Nieuwer-Amstel voor de invoering van een erfpachtstelsel. Reeds eerder was bepaald dat erfpacht regel zou moeten zijn, koop uitzondering. Omdat de gemeente Amsterdam op 1 mei 1896 de opvolger in rechte was de gemeente Nieuwer-Amstel, was ze gebonden aan de afspraken van haar voorganger.
Door Treubs hand werd Berlage de architect van de nieuwe Koopmansbeurs in Amsterdam (Beurs van Berlage).
Wethouder Treub werd na afloop van de debatten te kennen gegeven zijn zetel op te geven. Onder Treubs leiding waren gas, elektriciteit, telefoon en waterleiding gedeprivatiseerd. Hij kreeg nog een paar maanden om zijn werk af te kunnen maken.
Het gas- en watersocialisme is nu venster nummer 32 van de Canon van Amsterdam.

## Loopbaan
- kandidaatnotaris, vanaf 1879
- advocaat te Amsterdam, vanaf 1885
- privaatdocent notarieel en fiscaalrecht, Gemeentelijke Universiteit te Amsterdam, van september 1885 tot 1893
- privaatdocent belastingrecht, Gemeentelijke Universiteit te Amsterdam, vanaf september 1885 tot 1893
- lid gemeenteraad van Amsterdam, van 3 september 1889 tot november 1896
- wethouder (van financiën) van Amsterdam, van 5 september 1893 tot 3 september 1895
- wethouder (van publieke werken) van Amsterdam, van 3 september 1895 tot november 1896
- hoogleraar staathuishoudkunde en statistiek, Gemeentelijke Universiteit te Amsterdam, van 23 november 1896 tot 1 november 1905 (vanaf december 1904 op non-actief)
- lid Tweede Kamer der Staten Generaal, van 8 december 1904 tot 29 augustus 1913 (voor het kiesdistrict Assen)
- lid gemeenteraad van 's-Gravenhage, van 22 april 1908 tot 5 september 1911 (gekozen in district III)
- minister van Landbouw, Nijverheid en Handel, van 29 augustus 1913 tot 24 oktober 1914
- minister van Landbouw, Nijverheid en Handel ad interim, van 24 oktober 1914 tot 19 november 1914 (in afwachting van benoeming opvolger)
- minister van Financiën, van 24 oktober 1914 tot 8 februari 1916
- ambteloos, van 8 februari 1916 tot 22 februari 1917
- minister van Financiën, van 22 februari 1917 tot 9 september 1918
- lid Tweede Kamer der Staten Generaal, van 17 september 1918 tot 15 oktober 1921
- fractievoorzitter Neutrale fractie, Tweede Kamer der Staten Generaal, van 17 september 1918 tot 28 april 1921
- voorzitter Ondernemersraad voor Nederlandsch Indië, van november 1921 tot 1 mei 1931

## Publicaties
Treub heeft ruim 70 publicaties op zijn naam staan. Een selectie:
- 1885. Ontwikkeling en verband van de rijks-, provinciale- en gemeentebelastingen in Nederland. Proefschrift Utrecht. Leiden: Van Doesburgh.
- 1897. Inleiding tot de staathuishoudkunde. Van Richard T. Ely, vertaald door D.A. Giel onder toezicht van M.W.F. Treub. Amsterdam : Scheltema & Holkema
- 1902-03. Het wijsgeerig-economisch stelsel van Karl Marx. Eene critische studie.  Eerste deel, Tweede deel Amsterdam [etc.] : Scheltema & Holkema's Boekhandel
- 1904. Sociale vragen. Verzamelde opstellen. Haarlem : H.D. Tjeenk Willink
- 1904. Hoofdstukken uit de geschiedenis der staathuishoudkunde. Haarlem : H.D. Tjeenk Willink
- 1906. Over sociale verzekering. Amsterdam : Scheltema & Holkema.
- 1910. "Landbouw" Januari 1905 - October 1909. Beredeneerd overzicht der verrichtingen en bemoeiingen met het oog op de praktijk van land-, tuin- en boschbouw, veeteelt, visscherij en aanverwante aangelegenheden. Amsterdam : Scheltema & Holkema
- 1910-13. Staatscommissie over de Werkloosheid : (ingesteld bij Kon. besluit van 30 juli 1909, no. 42). 10 delen. 's-Gravenhage : Algemeene Landsdrukkerij
- 1916. Oorlogstijd, herinneringen en indrukken. Haarlem : Tjeenk Willink.
- 1917. De economische toekomst van Nederland. Haarlem : Tjeenk Willink, etc.
- 1919. Vragen van dezen tijd. Haarlem : Tjeenk Willink
- 1922. Nota van Mr. M. W. F. Treub, voorzitter van den Ondernemersraad voor Nederlandsch-Indië, over de inkomstenbelasting, de extrawinstbelasting en de overwinstbelasting van naamloze vennootschappen, de productenbelastingen en de uitvoerrechten op producten van ondernemingen Indische belastingen. 's-Gravenhage : Mouton & Co
- 1923. Nederland in de Oost. Reisindrukken. Haarlem : Tjeenk Willink.
- 1924. Indie's toekomst. Haarlem : Tjeenk Willink.
- 1927. Het gist in Indië. Een analyse der hedendaagsche inlandsche beweging. Haarlem : Tjeenk Willink.
- 1931. Herinneringen en overpeinzingen van Mr. M. W. F. Treub. Haarlem : Tjeenk Willink.

## Biografie
- Diederick Slijkerman, Enfant terrible: Wim Treub (1858-1931), Prometheus, 2016, ISBN 9789035141049